# Geno Petriašvili
Geno Petriashvili, gruzijski rokoborec v težki kategoriji, * 1. april, 1994